# Livezile (Mehedinți)
Pour les articles homonymes, voir Livezile.
Livezile est une commune roumaine du județ de Mehedinți, dans la région historique de l'Olténie et dans la région de développement du Sud-Ouest.

## Géographie
La commune de Livezile est située dans le centre-est du județ, sur le plateau de Bălăcița (Podișul Bălăciței), à 30 km au sud-est de Drobeta Turnu-Severin, la préfecture du județ.
Elle est composée des cinq villages suivants (population en 2002) :
- Izvorălu de Jos (285) ;
- Izvoru Aneștilor (298) ;
- Livezile (1 160), siège de la municipalité ;
- Petriș (133) ;
- Valea Izvorului (201).

## Histoire
La commune a fait partie du royaume de Roumanie dès sa création en 1878.

## Religions
En 2002, 99,42 % de la population étaient de religion orthodoxe.

## Démographie
En 2002, les Roumains représentaient 99,95 % de la population totale. La commune comptait 1 100 ménages et 1 220 logements.
| 2002  | 2007  |
| ----- | ----- |
| 2 077 | 1 687 |

## Économie
L'économie de la commune repose sur l'agriculture.